# Neita lotenia
Neita lotenia är en fjärilsart som beskrevs av Van Son 1949. Neita lotenia ingår i släktet Neita och familjen praktfjärilar. Inga underarter finns listade i Catalogue of Life.